# Joseph von Pölnitz
Joseph Adam Anton Freiherr von Pölnitz (* 4. Februar 1792 in Würzburg; † 22. Februar 1865) war Königlich-Bayerischer Kämmerer und Landkommissär (heute: Landrat).

## Leben
Er wurde als Sohn des Fürstlich Würzburgischen Oberjägermeisters Philipp Anton Freiherr von Pölnitz und der Magdalena von Welden geboren.
Pölnitz studierte zunächst Rechtswissenschaften an den Universitäten Würzburg, Erlangen und Landshut.
Später trat er in das bayerische Militär ein. 1812 war er Unterleutnant im 1. Linieninfanterie-Regiment. Im Folgejahr 1813 wurde er zum 1. Chevaulegers-Regiment versetzt. Ab 1817 erhielt er als beurlaubter Militärangehöriger eine praxisnahe Ausbildung zur Zivilverwaltung in Zweibrücken. Im Jahr 1822 wurde Pölnitz wegen Anstellung in Zivil aus dem Militär entlassen.

## Einzelnachweis
1. ↑  CD Biographien Uniformierter, unbekannter Verfasser. Der Text enthält für jede beschriebene Person exakte Quellenangaben

| Personendaten    | Personendaten                               |
| ---------------- | ------------------------------------------- |
| NAME             | Pölnitz, Joseph von                         |
| ALTERNATIVNAMEN  | Pöllnitz, Joseph von; Poellnitz, Joseph von |
| KURZBESCHREIBUNG | Königlich Bayerischer Landkommissär         |
| GEBURTSDATUM     | 4. Februar 1792                             |
| GEBURTSORT       | Würzburg                                    |
| STERBEDATUM      | 22. Februar 1865                            |